# Тодорович, Стеван
Стеван (Стева) Тодорович (серб. Стеван Тодоровић; 13 апреля 1832 года, Нови-Сад, Австро-Венгрия — 22 мая 1925 года, Белград) — сербский художник, профессор, инициатор строительства Сербского национального театра, основатель первого Сербского общества гимнастики и борьбы, (сокольская гимнастика), Белградского гимнастического общества «Соко» (серб. Beogrаdsko gimnаstičаrsko društvo Soko) и Союза соколиных обществ «Dušаn Silni» (серб. Sаvez sokolskih društаvа ) (спортивное сокольское движение), был президентом Первого белградского певческого общества. Стева Тодорович занимался портретной, пейзажной, исторической и церковной живописью. Написал более 300 портретов известных современников.

## Биография
Стеван Тодорович учился в начальной школе и в гимназии в Сегедине. Он был учеником первого сербского учителя фехтования Джордже Марковича Кодера и активно занимался фехтованием почти до самой смерти. В 1855 году в Нови-Саде он был одним из организаторов фехтовального движения в городе.
Стеван Тодорович учился живописи в Вене и Мюнхене, в частных студиях Вальдмилера и Рала. По завершении обучения он переехал в Белград.
В 1857 году Стеван Тодорович основал школу живописи. Обучающиеся в его школе дополнительно получали знания в области литературы, музыки, эстетики. Были также организованы спортивные занятия, в том числе по фехтованию, которые вызывали большой интерес у обучающихся. Школа располагалась в доме Распопа Марковича. Позже в здании была размещена Национальная библиотека, которая сгорела во время бомбардировки в 1941 году. Сама школа живописи просуществовала недолго.
Летом 1857 года было создано первое сербское общество гимнастики и борьбы. Среди первых членов общества были Любомир Калевич, Милан Куюнджич, Чеда Миятович, Андра Николич и Владан Джорджевич, которые впоследствии занимали высокие посты в Сербии и через 18 лет стали инициаторами создания первого белградского общества гимнастики и борьбы.
Стеван Тодорович служил учителем в гимназии, руководил школой живописи, управлял секцией фехтования. Он был инициатором строительства сербского национального театра, пробовал себя как актёр, режиссёр и декоратор.
В 1864 году женился на Полексии Бан (серб. Poleksija Todorović; 03.04.1848-26.02.1939), которая ранее преподавала в его школе. Полексия Бан была старшей дочерью сербского писателя, дипломата и педагога Матиаса Бана и Маргариты Бан.
Стеван Тодорович во время сербско-турецкой войны (1876—1878) был корреспондентом и военным художником ряда отечественных и зарубежных газет.
Стеван Тодорович был членом Сербского учёного общества (06.02.1869-10.02.1892), почётным членом Сербской Академии наук и искусств (15.11.1892-04.02.1899), членом-корреспондентом Сербской Академии наук и искусств (04.02.1899-05.02.1901).
Стеван Тодорович оставил глубокий след в социальной и культурной областях Сербии.
Часть его произведений находится в Национальном музее Сербии.
Стеван Тодорович похоронен в Белграде на Новом кладбище (участок 7, гробница 25).

## Творчество
Стеве Тодорович работал в техниках литографии и романтизма, позже стал работать в технике академизма.
К историческому жанру относятся картины Стевана Тодоровича, посвящённые борьбе с турецкими завоевателями.
- Стеван Тодорович, Первое сербское общество гимнастики и фехтования, 1858 г.
- Автопортрет, 1858 г.
- Гайдук Велько (серб. Gaйduk Velьko), 1950 г.
- 1389 год. Парламент в Призрене перед Косовской битвой (серб. Parlament u Prizrenu pre Kosovske bitke), 1899 г.
- Князь Михайло (серб. Knez Mihailo), 1875 г.
- Джордже Малетич (серб. Đorđe Maletić)
- Королева Сербии Наталия
- Автопортрет